# 美国数学协会
美国数学协会（英語：Mathematical Association of America，简写作MAA）是一個關注大學數學教育的專業團體，成員涵盖了各大學、學院和高校教師、大學程度以下的學生，理論或應用數學家、電腦科學家、統計學家以及許多在學術界、政府組織、商業界與工業界的人士。美国数学协会成立於1915年，總部位於華盛頓市。该協會出版的數學期刊與書籍众多，包括JSTOR上最多人閱讀的美國數學月刊。

## 競賽
美國數學協會贊助每屆的威廉·羅威爾·普特南數學競賽，也曾舉行一些小型的活動，例如使用樂高磚塊建造數學表面等。協會藉由這些競賽找出優秀的學生，邀請他們參與卡內基美隆大學的暑期數學奧林匹亞訓練營隊，並在營隊結束後選出其中六位頂尖選手，代表美國參加國際數學奧林匹亞競賽。

## 出版物
MAA亦是著名的專業及普及數學書籍出版商，出版面向數學家和教育家的期刊。主要有：
- 美国数学月刊（英語：American Mathematical Monthly）
- 数学杂志（英语：Mathematics Magazine）
- 数学校刊（英语：College Mathematics Journal）
- 數學地平線（英语：Math Horizons）
- MAA 关注（英语：MAA FOCUS）

## 地区划分
MAA由29个分区组成:
- 东南地区
- 西南地区
- 中北部地区
- 东北部地区
- 英特蒙顿地区（英語：Intermountain）
- 内海航道(英語：Seaways)
- 宾夕法尼亚州东部及特拉华州地区（英語：Eastern Pennsylvania Delaware，EPADEL）
- 佛罗里达州地区
- 伊利诺斯州地区
- 印第安那州地区
- 衣阿华州地区
- 堪萨斯州地区
- 肯塔基州地区
- 路易斯安那州/密西西比州地区
- 马里兰州-哥伦比亚特区-弗吉尼亚州地区
- 纽约都会区
- 密西根州地区
- 密苏里州地区
- 内布拉斯加州 - 南达科他州东南部地区
- 新泽西州地区
- 加利福尼亚州北部 - 内华达州-夏威夷群岛地区
- 俄亥俄州地区
- 奧克拉荷马州-阿肯色州地区
- 加利福尼亚州南部 - 内华达州地区
- 德克萨斯州地区
- 威斯康辛州地区
- 太平洋西北部地区地区
- 洛磯山地区
- 阿利根尼山脉地区（英語：Allegheny Mountain）

## 外部連結
- （英文）MAA官方網站 （页面存档备份，存于）
- （英文）MAA書單（來自美國數學學會） （页面存档备份，存于）
- （英文）Convergence （页面存档备份，存于）, MAA关于数学历史和数学教育的杂志